# Negru Vodă (Constanţa)
Negru Vodă (rumænsk udtale:ˌneɡru ˈvodə, historiske navne: Caraomer, tyrkisk: Karaömer) er en by i distriktet Constanța , Nord Dobruja i det sydøstlige Rumænien. Byen ligger tæt på grænsen til Bulgarien, og der er en grænseovergang, der forbinder Negru Vodă med den bulgarske landsby Kardam. Den blev officielt en by i 1989, som et resultat af  Rumæniens landdistriktsreform. 
Negru Vodă ligger i det bakkede Dobruja-landskab, et par kilometer nord for den bulgarske grænse. Distriktets hovedstad Constanța ligger ca. 55 km nordøst for byen.
Navnet stammer sandsynligvis fra den legendariske Radu Negru (også kendt som Negru Vodă, "den sorte prins"), grundlæggeren og herskeren af Valakiet.
Den har et areal på 164,9 km², og har  4.616 (2021) indbyggere.